# Bidermann
Pour les articles homonymes, voir Bidermann (homonymie).
Le groupe Bidermann était un groupe de confection de vêtement masculin constitué dans les années 1960.

## Historique

### Premières années
En avril 1950, Maurice Bidermann entre dans l’entreprise de textile-habillement de son oncle Georges Bidermann comme simple employé. Dès son arrivée, il s’intéresse plus particulièrement à l’expansion de l’entreprise familiale et s’attache à développer les sites de fabrication déjà existants tout en en créant de nouveaux.
Il met très vite en place de nouvelles procédures techniques de fabrication et de gestion du personnel qui révolutionnent l’industrie textile-habillement[réf. nécessaire]. Ces innovations permettent à l’entreprise d’atteindre un niveau de production sans équivalent en Europe, ouvrant la voie à l’exportation.

### Croissance
Pour alimenter les usines, Maurice Bidermann, commence à se tourner vers l’international et obtient notamment la signature d’un contrat historique avec l’Union soviétique en 1966 portant sur 310 000 vêtements pour homme.
Parallèlement et jusqu’en 1978, l’entreprise familiale devient le groupe Bidermann par la succession de plusieurs acquisitions d’entreprises en difficulté, parfois sous l’impulsion des pouvoirs publics afin de sauver des emplois, notamment :
- Lerner (Paris) : uniformes administratifs (armée, RATP, police, douanes, etc.) ;
- Roza Gouz (prêt-à-porter féminin) ;
- Prouvost-Crépy (Nord) : vêtements pour hommes ;
- Balsan (entreprise) en 1974 (Indre, 600 personnes) : rachat de trois usines à Châteauroux pour la production d’uniformes administratifs et de surfaces textiles (tapis, moquette, etc.) ;
- Big-Chief en 1975 (Vendée, 1 000 personnes) : prêt à porter pour femmes sous le label « Peroche » ;
- Henry Thiery en 1975 (Paris, Marseille) : chaîne de distribution, fusionnée plus tard avec la chaîne Armand Thiery et regroupant au total 48 magasins ;
- Ugeco en 1976 (Vendée) : uniformes administratifs et militaires.

Durant ces années d’expansion, les griffes françaises sont privilégiées pour accéder aux marchés étrangers.
En 1972, Georges Bidermann cède le solde de ses actions à Maurice Bidermann.
En France, le Groupe Bidermann possède alors les licences sur les modèles de vêtements pour homme des marques Yves Saint Laurent, Daniel Hechter, Daniel Crémieux ou encore Courrèges.
Dans les années 1970, Bidermann fabrique en sous-traitance pour Pierre Cardin Amérique ainsi qu'Yves Saint Laurent Homme ; dans les décennies à venir, l'entreprise va devenir « le premier fabricant de vêtements pour hommes au monde. » Bidermann lance une OPA sur Rive Gauche, qui appartient alors encore pour peu de temps à C. Mendès l'entreprise de Didier Grumbach, à la fin de cette décennie ; l'offre d'achat échoue et la griffe de prêt-à-porter de Saint Laurent est rachetée par Pierre Bergé et le groupe textile Indreco (alors propriétaire de New Man entre autres).
Au début des années 1980, le groupe a de sérieuses difficultés financières. Les banques et les pouvoirs publics font pression pour que la direction de l'entreprise soit assurée par Georges Jollès qui parvient à force de licenciements à redresser l'entreprise.
Aux États-Unis, le Groupe Bidermann fait l’acquisition des licences Calvin Klein et Ralph Lauren Women’s wear et crée la division Calvin Klein Sportswear homme.
L’entreprise familiale qui employait environ 60 personnes en 1950 devient, en vingt-cinq ans, un groupe industriel d’une trentaine d’usines à travers le monde produisant en direct et employant environ 15 000 personnes (11 000 à l’étranger et 4 000 en Europe).

### Mauvais investissements et «affaire Elf»
À la fin des années 1980, Maurice Bidermann décide de racheter le groupe américain Cluett Peabody (chemises Arrow). Le coût du rachat s'élève à 2,5 milliards de francs. Pour effectuer cet investissement, il est aidé notamment par la société Elf Aquitaine, entreprise alors publique, « que préside son ami Loïk Le Floch-Prigent ». Le groupe pétrolier participe à hauteur de près d'un 1 milliard de francs. Ces investissements financiers seront la base du premier volet de qui sera nommé l'« affaire Elf » une longue affaire politico-financière qui éclate en 1994, à la suite d'une enquête de la commission des opérations boursières (aujourd'hui AMF) sur le financement de l'entreprise textile Bidermann par Elf entre 1989 et 1993.
Elf Aquitaine n'est pas la seule société engagée dans le groupe textile. La plupart des banques françaises font partie des créanciers du groupe Bidermann en France et aux États-Unis : Crédit agricole, BNP, Crédit lyonnais, AGF, Axa... Le total de leurs « engagements en octobre 1993 en prêts et en capital s'élève à 4,18 milliards de francs, dont 1,41 milliard de francs pour Bidermann SA et 2,77 milliards de francs pour Bidermann Inc. Une somme astronomique, pratiquement l'équivalent du chiffre d'affaires du groupe textile ».
Lors de son procès, Loïk Le Floch-Prigent niera avoir aidé Bidermann pour des raisons d'« amitié », mais « à la demande des pouvoirs publics ». Il désigne plus particulièrement « Pierre Bérégovoy et Jean-Yves Haberer, l'ancien président du Crédit lyonnais », enfin des courriers de Dominique Strauss-Kahn, alors ministre de l'Industrie et du Commerce extérieur, en faveur « de l'emploi »,.
Les démêlés judiciaires avec le vendeur de Cluett Peabody ainsi que l'ampleur des dettes et leurs intérêts placent le groupe dans de graves difficultés financières.
Enfin, l’émergence de nouveaux producteurs plus concurrentiels à partir des années 1990 vient perturber cet essor notamment par l’incapacité d’aligner sa production française sur les coûts des productions étrangères. Sous le coup des effets de la mondialisation du commerce, le Groupe Bidermann connaît des difficultés qui l’obligent à restructurer sa production, aussi bien française qu’américaine.
Maurice Bidermann tente de sauvegarder les emplois en relançant l’activité du Groupe au travers d’acquisitions dans les années 1990 avec notamment les licences d’exploitations des marques Burberry, Arrow Collar et Gold Toe.

### Cessation d'activité
Maurice Bidermann est toutefois contraint de céder la partie française de son groupe au Groupe Deveaux en 1995. La branche française du groupe, qui comprenait notamment, aux côtés de l'activité de confection, la chaîne de distribution Armand Thiery, est rachetée en 1995 par Lucien Deveaux et son associé Sylvain Jama, avant de passer sous contrôle du Groupe Deveaux.
L'activité de confection, séparée de la distribution et sévèrement restructurée, change de nom et s'appelle désormais Entreprise de confection et de commercialisation européenne Ecce (licences Kenzo, YSL, etc.).

## Activités
Son siège social est situé à Paris (rue de Turenne) et l'entreprise exploite de nombreuses usines en France (Valenciennes, Poix-du-Nord, Hénin-Beaumont, Sainte-Pazanne, Legé, Déols, Bort les Orgues, Toulouse).
Bidermann Uniformes, par ses filiales Balsan, Ugeco, Ugecoma et Magico, a équipé les armées et la gendarmerie en tenues de sortie et de prestige.